# Deuter
Deuter (2
H, D) – stabilny izotop wodoru występujący naturalnie. W wodzie morskiej (SMOW) występuje w ilości około 1 atomu na 6420 atomów protu (około 0,02 grama w 1 litrze wody). Jądro deuteru (deuteron) składa się z jednego protonu i jednego neutronu, podczas gdy jądrem protu jest jeden proton. Masa atomowa deuteru jest około dwukrotnie większa od izotopu 1
H i wynosi 2,0140 u. Ze względu na małą masę i mały przekrój czynny (0,11 σ/fm²) deuter jest dobrym moderatorem szybkich neutronów. Związki deuteru (np. ciężka woda) wykorzystywane są w reaktorach jądrowych.
Deuter został odkryty w 1931 roku przez Harolda Claytona Ureya, chemika z Columbia University, za co otrzymał on Nagrodę Nobla z chemii w 1934 roku.
Deuter może zastępować zwykły wodór we wszystkich związkach, co skutkuje zwykle niewielkimi, lecz stosunkowo łatwymi do zmierzenia, zmianami ich właściwości fizycznych i chemicznych.
Woda zawierająca atomy deuteru nosi nazwę ciężkiej wody. W zależności od składu izotopowego wodoru ciężka woda może mieć wzór:
- HDO – jeden z dwóch atomów wodoru jest zastąpiony atomem deuteru,
- D
2O – obydwa atomy wodoru są zastąpione atomami deuteru.